# Магнавра
Магнавра (грч. Μαγναύρα, од латинског magna aula: велика дворана) – раскошна церемонијална палата на ободу комплекса Великог царског двора у Константинопољу, близу врата Халки. Магнавра се налазила у источном делу централног градског трга Августеон, од кога је почињала главна улица Месе, и око кога су биле распоређене саборна црква Аја Софија, Хиподром, и Велики царски двор.

У палати Магнавра цар се обраћао поданицима и примао је страна изасланства. Са трга Августеон у палату Магнавра улазило се кроз раскошно двориште са дрворедима, окружено тремом на стубовима. По свему судећи то је зграда коју је као здање Сената подигао цар Јустинијан (527-565). Палата Магнавра је обновљена у време цара Ираклија (610-641). За владавине Михаила III (842-867) претворена је у Високу школу на којој су предавали најученији људи оног времена – Лав Математичар, Константин Философ (потоњи просветитељ Словена Кирило, брат Методијев) и Фотије Велики.
Здање је имало форму базилике са апсидама на истоку, при чему се у централној апсиди налазио уздигнути царски престо ( Соломонов трон). На посетиоце палате нарочит утисак остављали су бројни аутомати. Пред троном је тако стајало стабло од позлаћене бронзе на чијим су гранама седеле различите врсте птица, исто од позлаћене бронзе, а свака птица се, у зависности од врсте, оглашавала различитим појем. Трон је био окружен позлаћеним скулптурама лавова, такође аутомата, „који су рикали, ударајући реповима о земљу, а у разјапељним чељустима су им се мицали језици“ (извештај Лиутпранда, бискупа Кремоне, изасланика немачког цара Отона I из 968. године).